# Heterostegania lunulosa
Heterostegania lunulosa là một loài bướm đêm trong họ Geometridae.